# Myiagra caledonica
El monarca melanesio (Myiagra caledonica) es una especie de ave paseriforme de la familia Monarchidae propia de la Melanesia. Existen cinco subespecies: la nominal habita en Nueva Caledonia, viridinitens en las islas de la Lealtad, melanura en el sur de Vanuatu, marianae en la zona central y norte de Vanuatu, y occidentalis en la Rennell.

## Descripción
La especie mide unos 13 cm de largo y pesa unos 11 gr. El plumaje presenta dimorfismo sexual.

## Distribución
La especie se encuentra en Nueva Caledonia, Vanuatu y la isla Rennell en las islas Salomón. La especie se encuentra emparentada con numerosas especies que habitan desde Australia hasta Samoa.